# The Postal Service
The Postal Service es un proyecto musical de la llamada escena indietrónica formado por el cantante Ben Gibbard (Death Cab for Cutie) y el productor Jimmy Tamborello (Dntel, Headset y Figurine). Además han colaborado con ellos Jenny Lewis (cantante solista y vocalista de Rilo Kiley), Jen Wood y Chris Walla (productor de Death Cab for Cutie)
El único álbum del proyecto, Give Up, se publicó el 18 de febrero de 2003. El disco fue producido por Chris Walla, que a su vez tocó la guitarra y el piano en varios de los temas del disco. Jenny Lewis también colaboró con su voz en varios temas del disco. El sencillo más conocido de este álbum es "Such Great Heights", al que también le acompañaron "We Will Become Silhouettes" y "The District Sleeps Alone Tonight". El disco fue el mayor éxito de ventas de la discográfica Sub Pop desde que Nirvana lanzase su disco debut, Bleach.

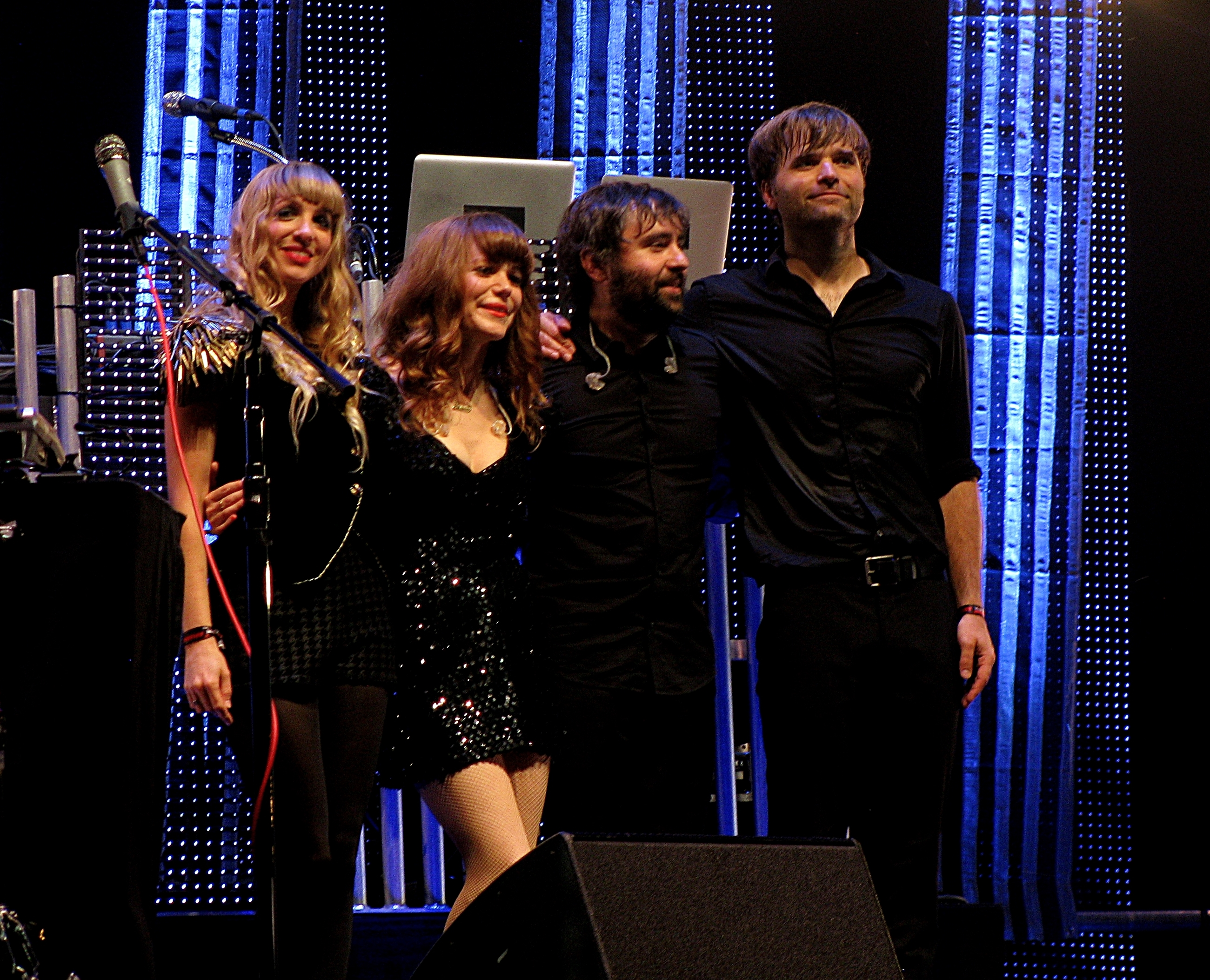
The Postal Service En Lollapalooza 03/08/2013

## Discografía

### Álbumes
- Give Up (2003)

### Sencillos
- "Such Great Heights" (2003)
- "The District Sleeps Alone Tonight" (2003)
- "We Will Become Silhouettes" (2005)
- "Turn Around" (2013)
- "A Tattered Line of String" (2013)

### Otros
- Ego Tripping at the Gates of Hell EP (Warner, 2003) - The Flaming Lips

- "Do You Realize? (The Postal Service Remix)" – 4:00

- Wicker Park: Soundtrack Album (Lakeshore Records, 2004) - Varios Artistas

- "Against All Odds" – 3:50

- Verve Remixed, Vol. 3 (Verve, 2005)

- "Little Girl Blue (Postal Service Mix)" – 5:20

- Be Still My Heart (Nobody Remix) - Single (2005)

- "Be Still My Heart (Nobody Remix)" – 3:53

- Make Some Noise EP (2005)  (enlace roto disponible en Internet Archive; véase el historial, la primera versión y la última). lanzado en formato MP3 por Amnistía Internacional

- "Grow Old With Me" – 2:35 (John Lennon cover)

- Open Season (Arts & Crafts, 2006) - Feist

- "Mushaboom (The Postal Service Remix)" – 3:37

### Promos
"The B. And R. Projects"

## Filmografía

### Videoclips
- "The District Sleeps Alone Tonight" (2003)
- "Such Great Heights" (2004, dirigido por Josh Melnick y Xander Charity)
- "Against All Odds" (2004)
- "We Will Become Silhouettes" (2005, dirigido por Jared Hess)